# Cobb (Name)
Cobb ist ein englischer männlicher Vorname und Familienname.

## Herkunft und Bedeutung
Cobb war ursprünglich ein mittelalterlicher englischer Beiname mit der Bedeutung „Kloß“ (engl. lump), von dem der Familienname und von diesem wiederum der heutige, selten vorkommende männliche Vorname abgeleitet sind.

## Namensträger

### A
- Abbie Cobb (* 1985), US-amerikanische Schauspielerin und Autorin
- Amasa Cobb (1823–1905), US-amerikanischer Politiker
- Andrew R. Cobb (1876–1943), kanadischer Architekt
- Arnett Cobb (1918–1989), US-amerikanischer Saxophonist
- Artie Cobb (* 1942), US-amerikanischer Pokerspieler

### B
- Becky Neiman-Cobb (* 1975), US-amerikanische Filmproduzentin

### C
- Clinton L. Cobb (1842–1879), US-amerikanischer Politiker
- Charles A. Cobb (* 1978), englischer Schachspieler
- Charles Wiggins Cobb (1875–1949), US-amerikanischer Mathematiker
- Craig Cobb (* 1951), US-amerikanischer Nationalist

### D
- David Cobb (Politiker, 1748) (1748–1830), US-amerikanischer Politiker (Massachusetts)
- David Cobb (Maler) (1921–2014), britischer Maler
- David Cobb (Politiker, 1962) (* 1962), US-amerikanischer Rechtsanwalt und Politiker, Präsidentschaftskandidat der Green Party
- DeAndra Cobb (* 1981), US-amerikanischer Fußballspieler

### G
- Garry Cobb, US-amerikanischer Fußballspieler
- George H. Cobb (1864–1943), US-amerikanischer Rechtsanwalt und Politiker
- George L. Cobb (1886–1942), US-amerikanischer Komponist
- George T. Cobb (1813–1870), US-amerikanischer Politiker

### H
- Harriet Sophia Cobb (1846–1929), neuseeländische Fotografin und Mitglied der Women’s Christian Temperance Union New Zealand
- Heather Christine Cobb, US-amerikanische Menschenrechtlerin
- Henry Ives Cobb, US-amerikanischer Architekt
- Henry N. Cobb, US-amerikanischer Architekt
- Howell Cobb (Politiker, 1772) (1772–1818), US-amerikanischer Politiker
- Howell Cobb (Politiker, 1815) (1815–1868), US-amerikanischer Politiker
- Humphrey Cobb (1899–1944), US-amerikanischer Schriftsteller

### I
- Irvin S. Cobb (1876–1944), US-amerikanischer Schriftsteller, Journalist und Schauspieler

### J
- James Cobb (Librettist) (1756–1818), britischer Librettist
- James Cobb (Schachspieler) (* 1977), englisch-walisischer Schachspieler
- James E. Cobb (1835–1903), US-amerikanischer Jurist und Politiker
- James H. Cobb (1953–2014), US-amerikanischer Schriftsteller
- Jeffrey Cobb (* 1982), guamischer Ringer und Wrestler
- Jerrie Cobb (1931–2019), US-amerikanische Pilotin
- Jewel Plummer Cobb (1924–2017), US-amerikanische Biologin und Hochschullehrerin
- Jimmy Cobb (Wilbur James Cobb; 1929–2020), US-amerikanischer Jazz-Schlagzeuger
- Joe Cobb (1916–2002), US-amerikanischer Schauspieler
- John Cobb (Komponist) (um 1600–um 1667), englischer Komponist
- John Cobb (Kunsttischler) (um 1710–1778), englischer Kunsttischler
- John Cobb (Politiker, 1903) (1903–1959), kanadischer Politiker
- John Cobb (Politiker, 1950) (* 1950), australischer Politiker
- John B. Cobb (1925–2024), US-amerikanischer Theologe und Religionsphilosoph
- John R. Cobb (1899–1952), britischer Automobilrennfahrer
- John Robert Cobb (1903–1967), amerikanischer Chirurg und Orthopäde
- Joyce Cobb (* 1945), US-amerikanische Sängerin
- Julie Cobb (* 1947), US-amerikanische Schauspielerin
- Junie Cobb (~1896–1970), US-amerikanischer Jazzmusiker und Bandleader

### K
- Keith Hamilton Cobb (* 1962), US-amerikanischer Schauspieler
- Kim Cobb (* 1974), US-amerikanische Klimawissenschaftlerin

### L
- Lee J. Cobb (1911–1976), US-amerikanischer Schauspieler
- Linda Cobb (* 1950), US-amerikanische Journalistin

### M
- Madeleine Cobb (* 1940), britische Leichtathletin
- Melissa Cobb, US-amerikanische Filmproduzentin
- Michael Cobb, australischer Politiker

### N
- Nathan Cobb (1859–1932), US-amerikanischer Zoologe

### O
- Oliver Cobb (1905–1930), US-amerikanischer Jazztrompeter

### P
- Paul M. Cobb (* 1967), US-amerikanischer Mittelalterhistoriker und Orientalist
- Price Cobb (* 1954), US-amerikanischer Autorennfahrer

### R
- Randall Cobb (Tex; * 1950), US-amerikanischer Boxer, Kickboxer und Schauspieler
- Randall Cobb (Footballspieler) (* 1990), US-amerikanischer American-Football-Spieler
- Reggie Cobb, US-amerikanischer Fußballspieler
- Richard Cobb (1917–1996), britischer Historiker
- Ron Cobb, Cartoonist und Spezialeffektkünstler, etwa für Was für ein Genie
- Rufus W. Cobb (1829–1913), US-amerikanischer Politiker

### S
- Seth Wallace Cobb (1838–1909), US-amerikanischer Politiker
- Stanley Cobb (1887–1968), US-amerikanischer Neurologe und Psychiater
- Stephen A. Cobb (1833–1878), US-amerikanischer Politiker
- Stephen Euin Cobb (* 1955), US-amerikanischer Schriftsteller

### T
- Thomas Cobb (Schriftsteller) (* 1947), US-amerikanischer Schriftsteller
- Thomas R. Cobb (1828–1892), US-amerikanischer Politiker
- Thomas Reade Rootes Cobb (1823–1862), US-amerikanischer General
- Thomas W. Cobb (1784–1830), US-amerikanischer Politiker
- Ty Cobb (1886–1961), US-amerikanischer Baseballspieler

### W
- Will D. Cobb, US-amerikanischer Songschreiber
- William T. Cobb (1857–1937), US-amerikanischer Politiker
- Williard Cobb (* 1929), US-amerikanischer Tenor, Pianist und Musikpädagoge
- Williamson Robert Winfield Cobb (1807–1864), US-amerikanischer Geschäftsmann und Politiker

### Vorname
- Nathaniel Cobb Deering (1827–1887), US-amerikanischer Politiker
- Cobb Rooney (1900–1973), US-amerikanischer American-Football-Spieler